# Europacentrum
L'Europacentrum est un immeuble d’appartements de 33 étages, d'une hauteur de 100 mètres, se situant sur la côte belge à Ostende.
Le rez-de-chaussée est occupé par de nombreux commerces (e.a. le "luna park" Reflex), les cinq premiers étages sont réservés aux parkings tandis que le dernier étage abrite un restaurant.
Les appartements sont répartis en six blocs indépendants, nommés de A à F.